# Break My Fall (chanson)
Pour les articles homonymes, voir Break My Fall.
Singles de Tiësto
In the Dark
(2007) Sweet Things
(2007)
Pistes de Elements of Life
Bright Morningstar In the Dark
Break My Fall est une chanson du disc jockey, compositeur et producteur néerlandais Tiësto et du chanteur américain BT. Extrait de l'album Elements of Life, le single sort en juillet 2007.

## Formats et liste des pistes
| 1. | Break My Fall (Richard Durand Remix)                | 7:39 |
| 2. | Break My Fall (Jerry Ropero vs. NBG Afterhours Mix) | 8:37 |

| 1. | Break My Fall (Airbase Remix)                        | 8:25 |
| 2. | Break My Fall (Richard Durand Remix)                 | 7:39 |
| 3. | Break My Fall (Jerry Ropero vs NBG Afterhours Remix) | 8:37 |
| 4. | Break My Fall (Adam Kay + Pettigrew + Soha Remix)    | 7:54 |

| 1. | Break My Fall (Radio Edit)                            | 3:27 |
| 2. | Break My Fall (Airbase Remix)                         | 8:26 |
| 3. | Break My Fall (Adam Kay + Pettigrew + Soha Remix)     | 7:56 |
| 4. | Break My Fall (Richard Durand Remix)                  | 7:39 |
| 5. | Break My Fall (Jerry Ropero vs. NBG Afterhouse Remix) | 8:38 |

## Historique de sortie
| Pays       | Date         |
| ---------- | ------------ |
| Pays-Bas   | juillet 2007 |
| États-Unis | 14 août 2007 |

## Classement par pays
| Classement (2007)           | Meilleure position |
| --------------------------- | ------------------ |
| Pays-Bas Classement single  | 13                 |
| Finlande Classement single  | 7                  |
| Lettonie Classement single  | 13                 |
| Allemagne Classement single | 35                 |